# Caswell Beach
Caswell Beach é uma cidade  localizada no estado norte-americano de Carolina do Norte, no Condado de Brunswick.

## Demografia
Segundo o censo norte-americano de 2000, a sua população era de 370 habitantes.
Em 2006, foi estimada uma população de 472, um aumento de 102 (27.6%).

## Geografia
De acordo com o United States Census Bureau, a localidade tem uma área de 10,7 km², dos quais 7,9 km² cobertos por terra e 2,8 km² cobertos por água.

## Localidades na vizinhança
O diagrama seguinte representa as localidades num raio de 16 km ao redor de Caswell Beach. Na vizinhança da cidade também se encontra um farol chamado Farol de Oak Island.